# Po (indumento)

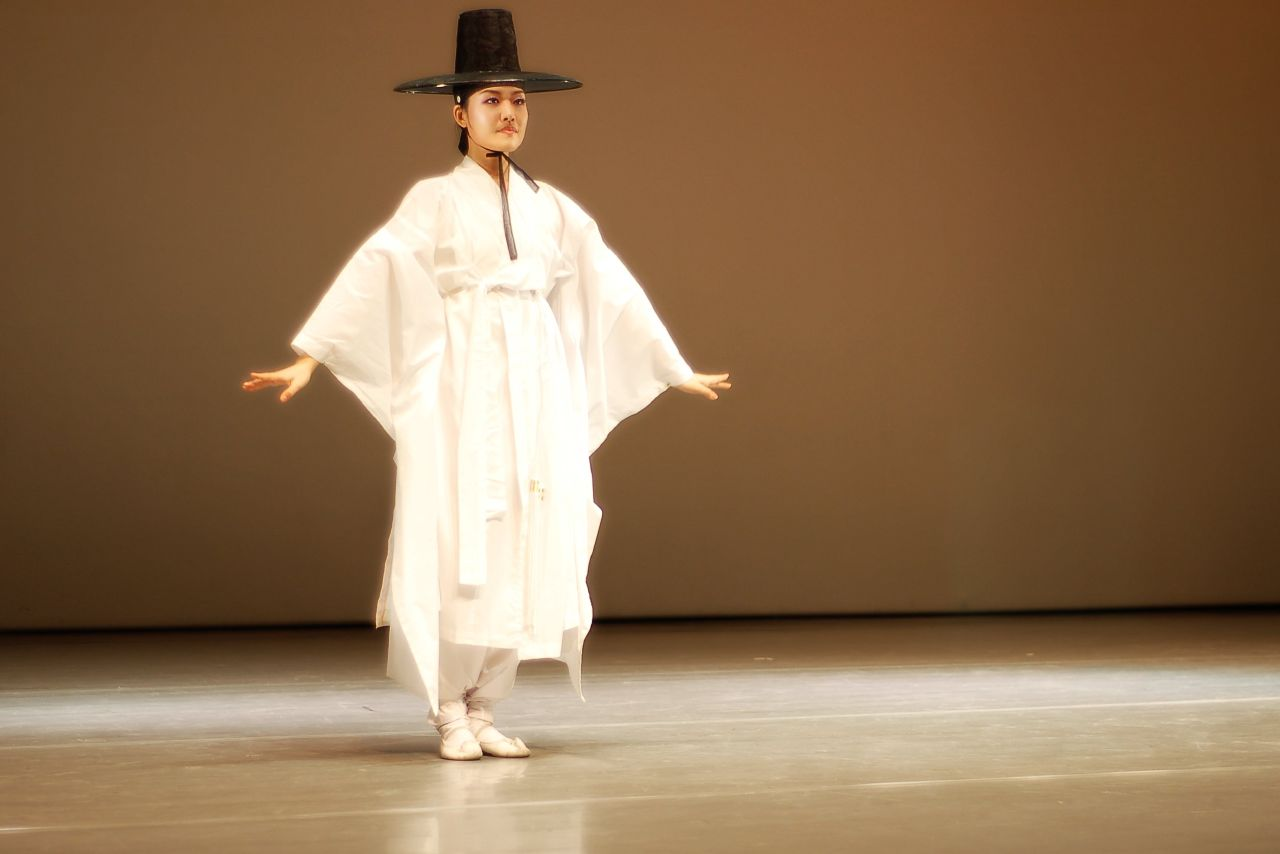
Esempio di po di colore bianco

Il po (포) è il termine generico con cui si fa riferimento ad un indumento utilizzato come soprabito o mantello dell'hanbok, il tradizionale abito coreano, indossato sia dagli uomini che dalle donne.

## Principali tipi di po

### Dopo

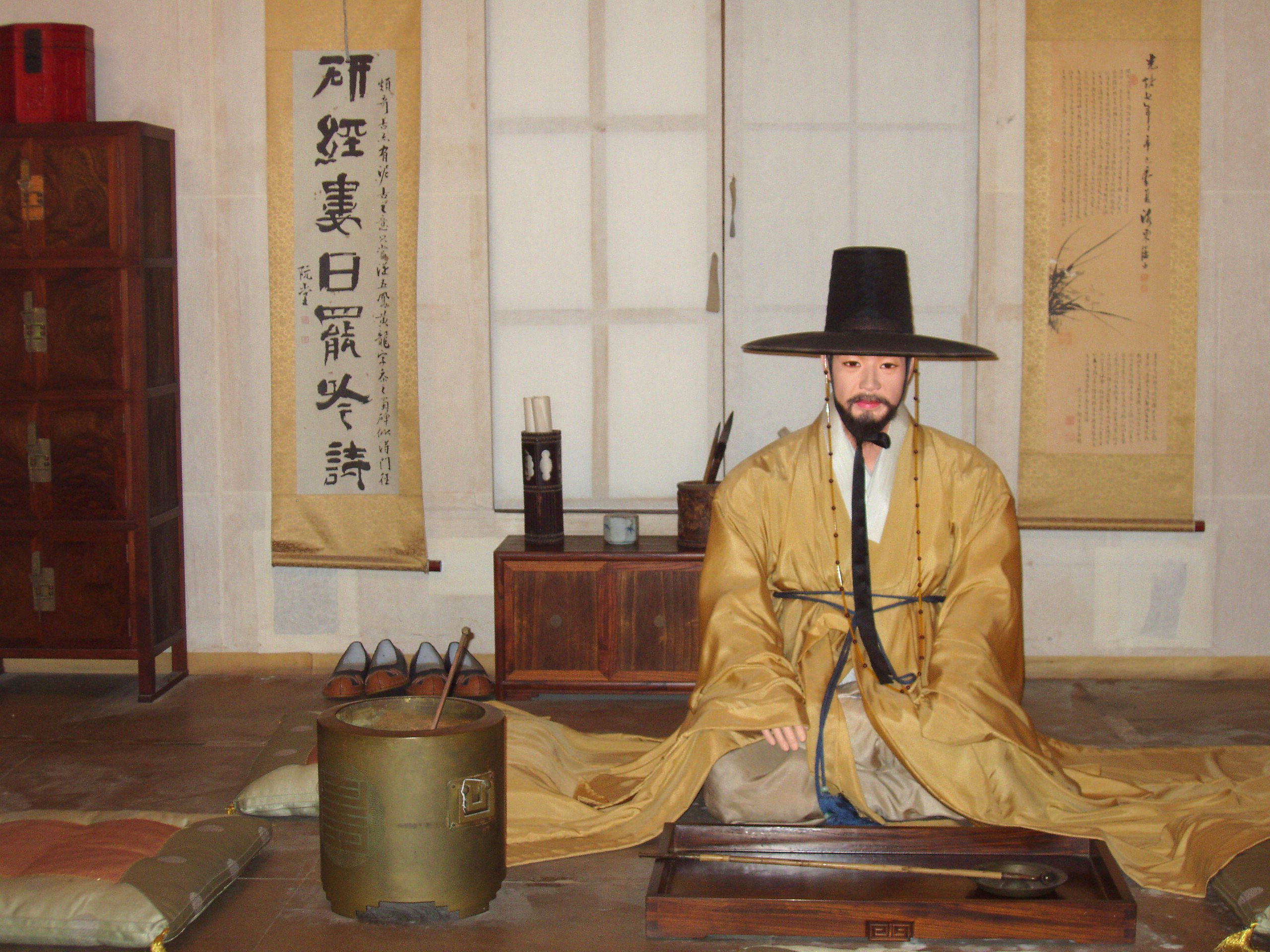
Il dopo

Il dopo (도포) è un tipo di po, indossato principalmente dagli studenti confuciani chiamati seonbi, dopo il periodo della dinastia Joseon. I seonbi lo indossavano come capo quotidiano, mentre per gli ufficiali rappresentava un capo formale, da indossare in eventi particolari. Secondo alcuni documenti come il Seonghosaseol (성호사설) o il Ojuyeonmunjang jeonsango (오주연문장전산고), il dopo nasce sotto l'influenza del taoismo e del buddhismo, dato che il dopo ha diverse somiglianze con la tonaca dei monaci.

### Durumagi

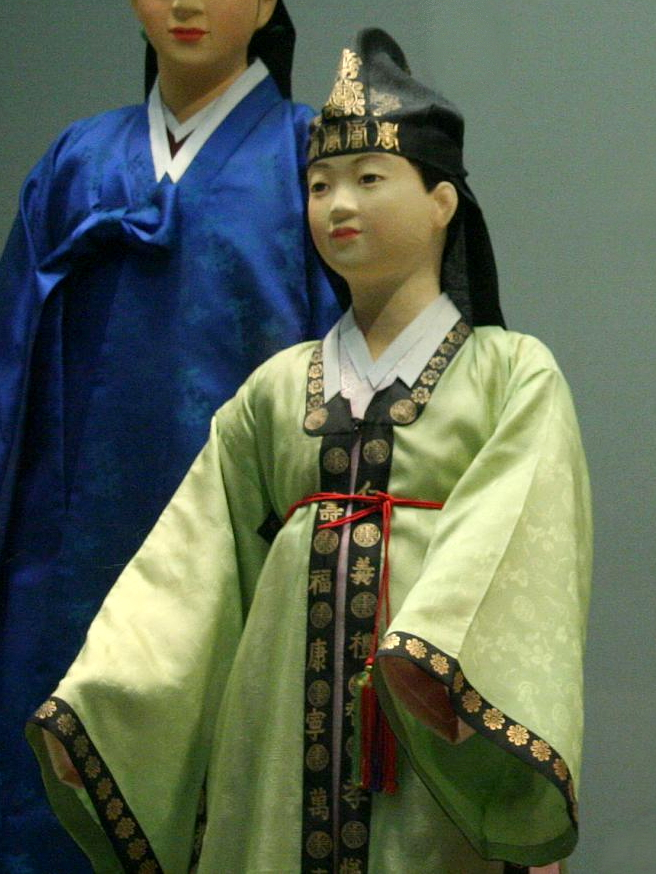
Il durumagi (blu) ed il sagyusam (verde)

Il durumagi (두루마기) è un tipo di po, il cui principale scopo è quello di proteggere dal freddo, tipicamente indossato al di sopra del jeogori (giacca) e dei baji (pantaloni).Viene anche chiamato jumagui, juchaui o juui.

### Sagyusam
Il sagyusam (사규삼) è un tipo di po, indossato principalmente dai bambini e dagli adolescenti, fino al momento della cerimonia del gwannye (관례), che segna il loro passaggio all'età adulta. Il nome deriva dalla stessa forma del capo, dato che la parte inferiore del sagyusam si divide in quattro lembi.